# Peter Fischli
Peter Fischli (* 1. Januar 1947 in Näfels) ist ein Schweizer Schauspieler und Theaterregisseur.

## Leben
Von 1963 bis 1968 absolvierte Fischli das Lehrerseminar in Rickenbach SZ. Er entschied sich jedoch später für den Beruf als Schauspieler. 1971 bis 1973 absolvierte er eine Schauspielausbildung bei Ellen Widmann. Seit 1981 ist er freischaffend tätig.
Seit vielen Jahren ist er spielender-, lesender-, übersetzender- und inszenierenderweise unterwegs auf der Bühne, die Palette reicht von Experimentellem bis zu Traditionellem; von der «claque» Baden, dem Theater am Neumarkt Zürich, der Zürcher Märchenbühne (Jim Knopf, Räuber Hotzenplotz, Schneewittchen und die 7 Zwerge) via Comedy und Casinotheater Winterthur (Ein seltsames Paar), spock productions gmbh (Kille Kille, Die kleine Niederdorfoper) bis zu den Klosterspielen Wettingen (Faust).
Im Kino und Fernsehen feierte er grosse Erfolge mit Filmen wie Grounding – Die letzten Tage der Swissair, Der Fürsorger oder Das Geld der Anderen sowie in der TV-Soap Lüthi und Blanc. Im Radio wirkte er an der Hörspielserie Philip Maloney mit.
2003 und 2006 gewann Fischli das «S’Goldig Chrönli» in der Kategorie Erzählung und Hörspiel.
Er lebt heute in Bremgarten AG.

## Filmografie
- 1981: Kassettenliebe
- 1983: E Inspäkter chunnt
- 1986: Dünki Schott
- 1986: Der Nachbar
- 1989: Bingo
- 1990: Alpen-Internat – TV-Serie
- 1991: Die Trittbrettfahrer
- 1992: Am Ende der Nacht
- 1994: Die Direktorin – TV-Serie
- 1994: Ein klarer Fall
- 1997: Grenzgänge
- 1999:  Tatort: Chaos (Fernsehreihe)
- 1999: Das Mädchen aus der Fremde
- 2001: Tod im Exil
- 2004: Lüthi und Blanc – TV-Serie
- 2004: Alles wegen Hulk
- 2005: Grounding – Die letzten Tage der Swissair
- 2009: Der Fürsorger oder Das Geld der Anderen
- 2011: Liebe und andere Unfälle
- 2013: Stärke 6[1]